# Anton Sie
Anton Sie (1982) is een Nederlands harpist van Indonesisch-Chinese afkomst. Hij was winnaar van het prestigieuze ARD Musikwettbewerb 2004, een Duitse wedstrijd voor jonge muzikanten.